# General Capdevila
General Capdevila es una localidad y municipio argentino, ubicada en el extremo sudoeste de la provincia del Chaco, en el departamento Doce de Octubre. Se halla situada a a 340 km de la capital provincial Resistencia y a 200 km aproximadamente de Presidencia Roque Sáenz Peña.

## Toponimia
Su nombre homenajea al general Alberto Capdevila.

## Economía
La principal actividad está en el sector primario, mayormente actividades agrícolas y ganaderas.

## Población
Cuenta con 405 habitantes (Indec, 2010), lo que representa un descenso del 32% frente a los 593 habitantes (Indec, 2001) del censo anterior. En el municipio el total ascendía a los 671 habitantes (Indec, 2001).
| Gráfica de evolución demográfica de General Capdevila entre 1991 y 2010 |
|                                                                         |
| Fuente: Censos nacionales del INDEC                                     |

## Vías de comunicación
La principal vía de acceso es la ruta nacional 89, que la comunica por asfalto al sudoeste con Gancedo y la provincia de Santiago del Estero, y al nordeste con General Pinedo y la ruta nacional 16.

## Festividades
Su santa patrona es la Virgen del Santo Rosario. Su festividad se celebra el 7 de octubre